# Maxillaria splendens
Maxillaria splendens är en orkidéart som beskrevs av Eduard Friedrich Poeppig och Stephan Ladislaus Endlicher. Maxillaria splendens ingår i släktet Maxillaria och familjen orkidéer. Inga underarter finns listade i Catalogue of Life.